# Chelemys macronyx
El ratón topo cordillerano (Chelemys macronyx) es una especie de roedor del género Chelemys de la familia Cricetidae. Habita en el sur del Cono Sur de Sudamérica.

## Taxonomía
Esta especie fue descrita originalmente en el año 1894 por el zoólogo británico Thomas.
Localidad tipo
La localidad tipo referida es: “Fuerte de San Rafael, Mendoza”, sin embargo es errónea, fue reasinada a los alrededores del volcán Peteroa, en el área cordillerana.
Relaciones taxonómicas
En 1978 se propuso rebajar a C. macronyx a subespecie de C. megalonyx, aunque otros autores se inclinaron por retener al taxón como especie plena.
Subdivisión
Estudios de sus patrones filogeográficos basados en el análisis del ADN mitocondrial mostraron que este roedor está geográficamente estructurado en dos clados principales, identificados por marcadores moleculares, los que representan sendos morfotipos principales, diferenciados además por caracteres morfológicos cualitativos y cuantitativos.
Estas son las 2 subespecies en que se subdivide Chelemys macronyx: 
- Chelemys macronyx macronyx Thomas, 1894. Se distribuye en localidades alto andinas en las provincias argentinas de Mendoza y el norte del Neuquén; se caracteriza por poseer una fosa mesopterygoide redondeada en su borde anterior y por un foramen oval grande y casi circular.
- Chelemys macronyx vestitus Teta, Pardiñas & D’Elía, 2014. Se distribuye en altitudes medias a bajas desde el noroeste de Neuquén hasta el sur de la Argentina y de Chile; se caracteriza por poseer la fosa mesopterygoide cuadrada, con el foramen oval de forma piriforme a ovada.

## Distribución geográfica
Habita en bosques y pastizales adyacentes en la región andina austral, desde la latitud 34°S hasta el Estrecho de Magallanes, en el sudoeste de la Argentina y el centro y sur de Chile.

## Conservación
Según la organización internacional dedicada a la conservación de los recursos naturales Unión Internacional para la Conservación de la Naturaleza (IUCN), al no poseer mayores peligros y vivir en muchas áreas protegidas, la clasificó como una especie bajo “preocupación menor” en su obra: Lista Roja de Especies Amenazadas.